# Bernd Niesecke
Bernd Niesecke (ur. 30 października 1958 w Brandenburgu) – niemiecki wioślarz. Złoty medalista olimpijski z Seulu.
Reprezentował barwy NRD. Zawody w 1988 były jego jedynymi igrzyskami olimpijskimi i zdobył złoto w czwórce ze sternikiem. Osadę łodzi tworzyli także Karsten Schmeling, Bernd Eichwurzel, Frank Klawonn i sternik Hendrik Reiher. W czwórce ze sternikiem zostawał mistrzem świata w 1981, 1986 i 1987, był drugi w ósemce w 1982 i w czwórce ze sternikiem w 1983. W 1985 był trzeci w czwórce ze sternikiem.